# Rutkonlampi
Rutkonlampi är en sjö i kommunen Jockas i landskapet Södra Savolax i Finland. Arean är 35 hektar och strandlinjen är 3,38 kilometer lång. Sjön  ingår i Vuoksens huvudavrinningsområde.   Den ligger omkring 39 kilometer nordöst om S:t Michel och omkring 250 kilometer nordöst om Helsingfors. 
Rutkonlampi ligger nordöst om Saarijärvi. 